# Народи Кавказу

Етнолінгвістична карта Кавказького регіону

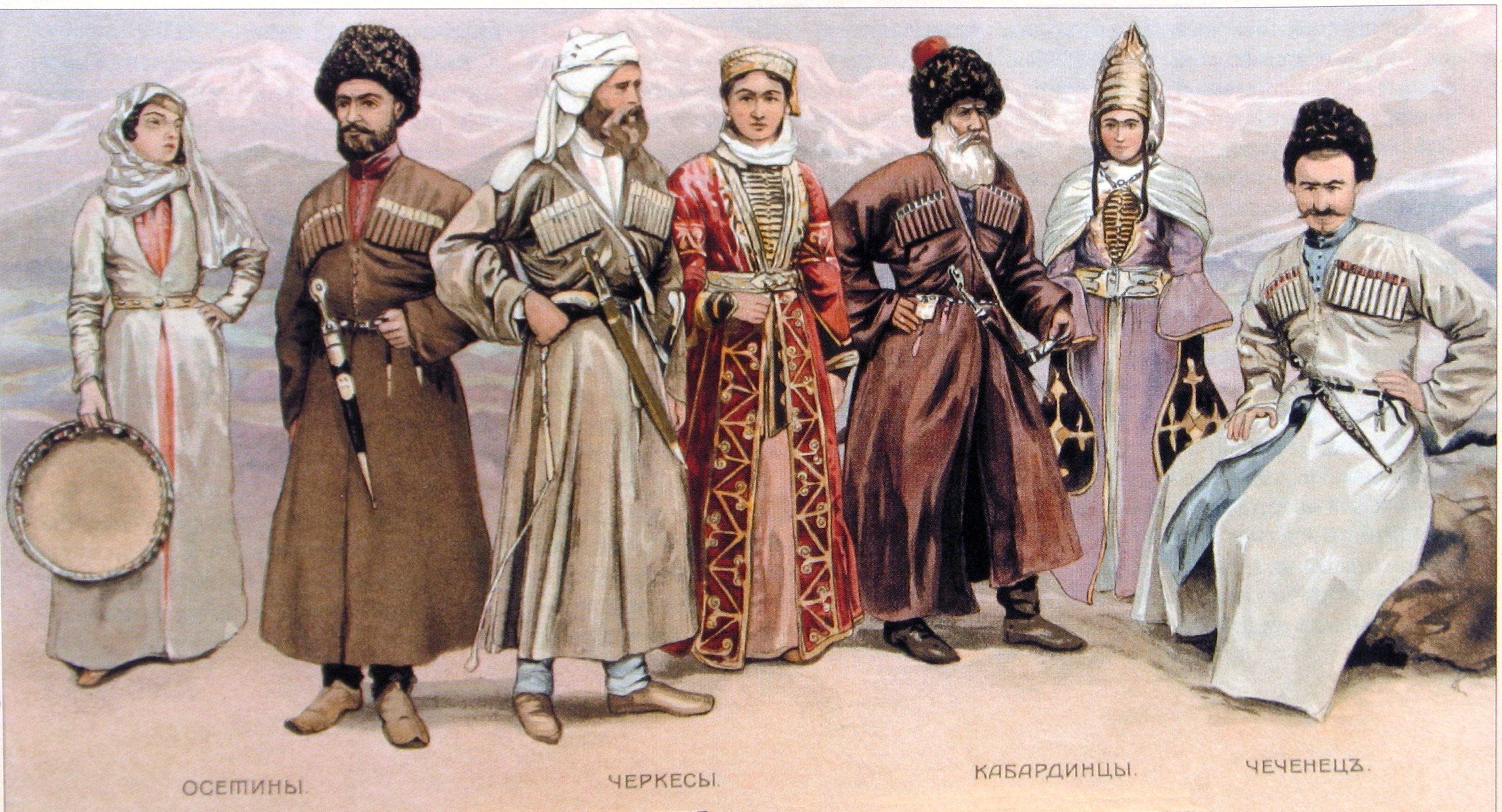
Народи Північного Кавказу в традиційному одязі 19 століття. Хромолітографія

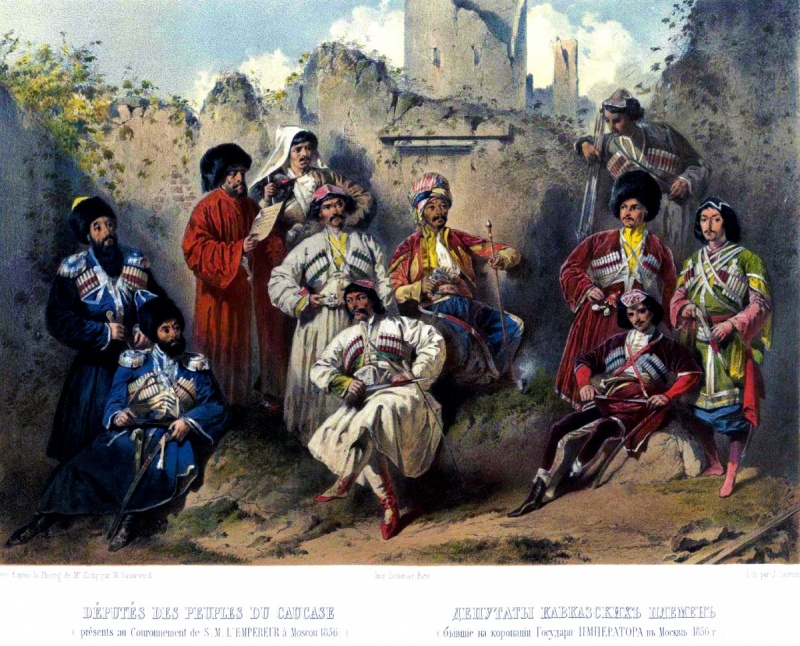
Депутати кавказьких племен, що були на коронації російського імператора Олександра II в 1856 р.

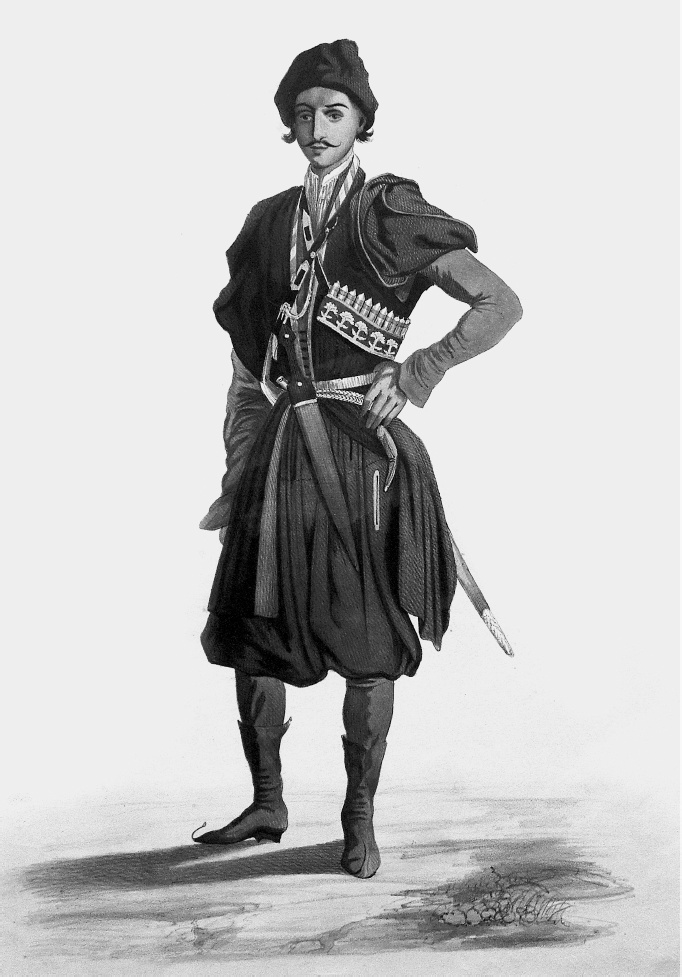
Джарський аварець. Григорій Гагарін

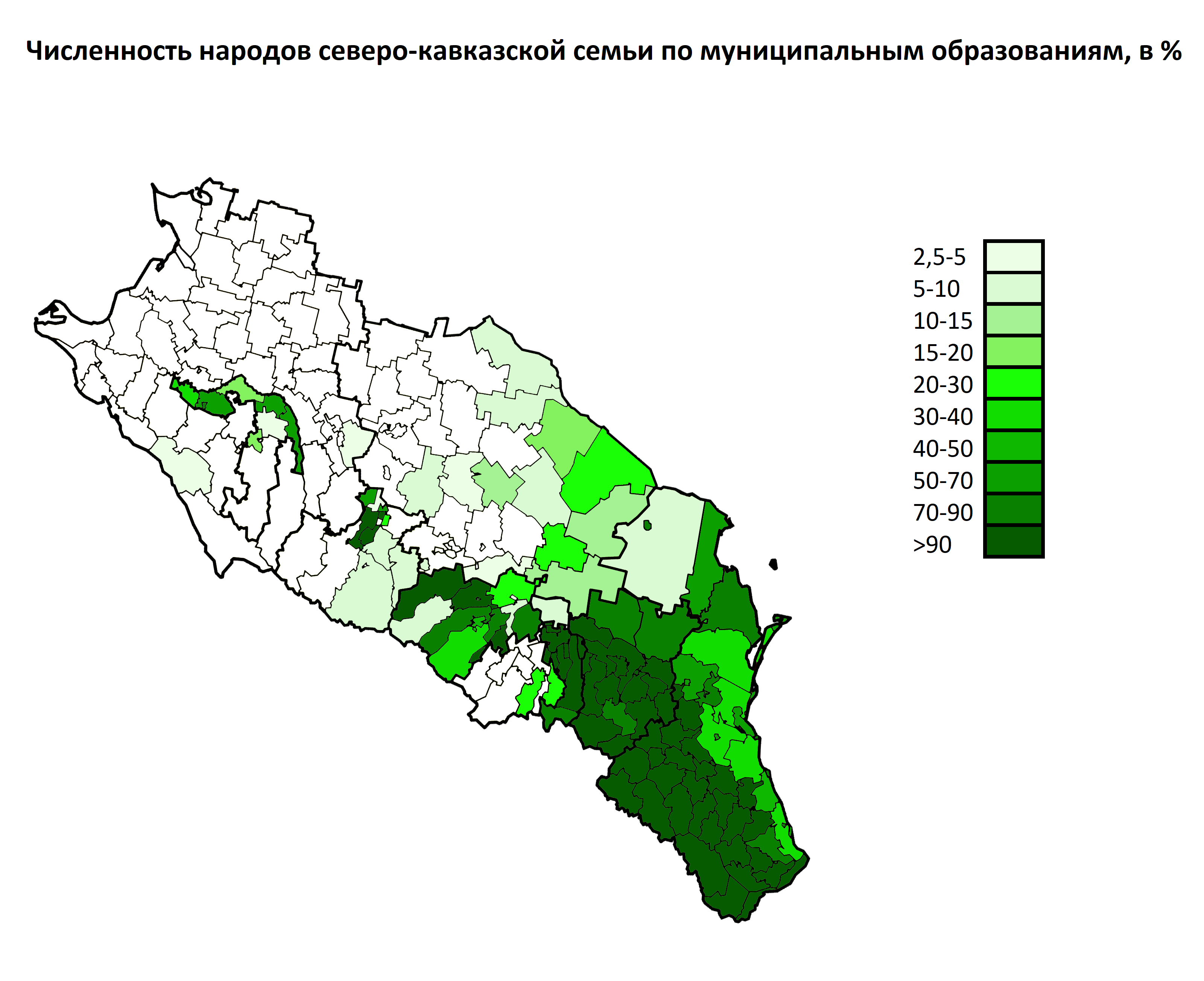
Чисельність народів північнокавказької сім'ї на Північному Кавказі за муніципальними утвореннями (перепис населення Росії 2010 року).

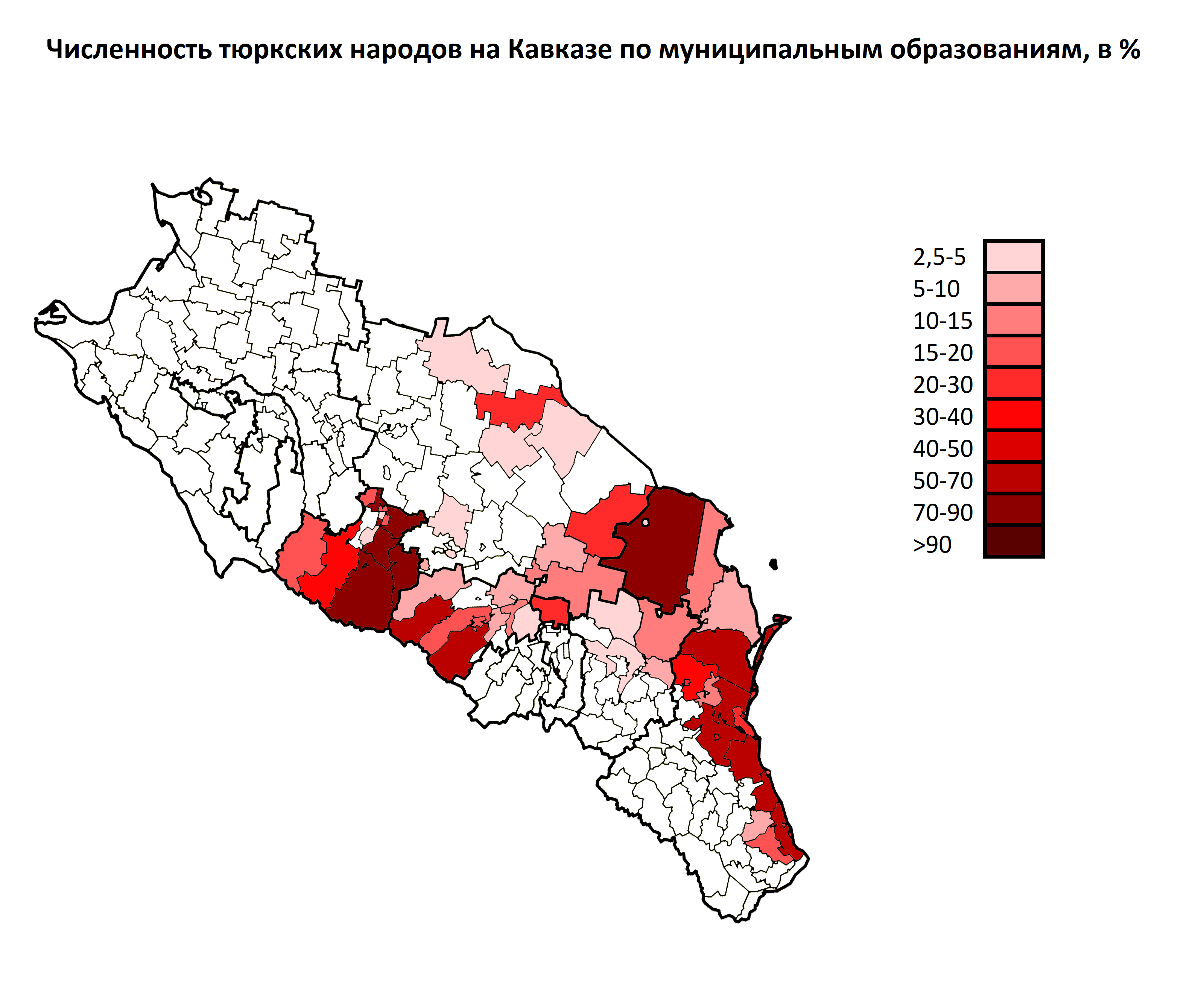
Чисельність тюркських народів на Північному Кавказі за муніципальними утвореннями (перепис населення Росії 2010 року).

Народи Кавказу — різні етнічні групи, що населяють Північний і Південний Кавказ. В регіоні живе від 50 до 62 етнічних груп.

## Списки етнічних груп

### Народи, що розмовляють кавказькими мовами
Кавказькі мови — умовна назва мов Кавказу, що не належать до жодної з відомих мовних сімей, поширених за межами Кавказу (наприклад, індоєвропейської, алтайської). Кавказькі мови прийнято розділяти на дві групи: північнокавказьку та картвельську.
- Народи північнокавказької мовної сім'ї:

- Дагестанські народи:

- Аварці
- Агули
- Андійці
- Арчинці
- Ахвахці
- Багулали
- Бежтинці
- Ботліхці
- Будухи
- Гинухці
- Годоберинці
- Гунзибці
- Даргинці
- Дідойці
- Кайтагці
- Каратинці
- Кризи
- Кубачинці
- Лакці
- Лезгини
- Рутульці
- Табасарани
- Тиндали
- Удіни
- Хваршини
- Хіналузьці
- Чамалали
- Цахури

- Нахські народи

- Вайнахи

- Бацбійці
- Інгуші
- Чеченці

- Кистинці

- Абхазо-адигські народи

- Абазини
- Абхази
- Адиги

- Адигейці
- Кабардинці
- Черкеси
- Шапсуги

- Убихи

- Картвельські народи:

- Грузини

- Свани
- Мегрели
- Лази

- Грузинські євреї

### Народи, що розмовляють тюркськими мовами
- Азербайджанці
- Балкарці
- Карачаївці
- Кумики
- Ногайці
- Трухмени
- Турки-месхетинці

### Народи, що розмовляють монгольськими мовами
- Калмики

### Народи, що розмовляють індоєвропейськими мовами
- Вірменська група:

- Вірмени

- Іранська група:

- Осетини
- Талиші
- Курди

- Єзиди

- Тати
- Гірські євреї

- Слов'янська група

- Росіяни

- Молокани
- Птишани

- Українці

- Грецька група

- Понтійські греки

- Германська група

- Німці

### Народи, що розмовляють семітськими мовами
- Ассирійці

## Генетика
Розподілення частот галогруп хромосоми Y в лінгвістико-герграфічних регіонах Кавказу
| Регіон                                | G2    | J2    | J1    | R1b3  | R1а1  | 1     | Е1b1b1-М35 | N     | Т     | I     | О     | Інші  |
| ------------------------------------- | ----- | ----- | ----- | ----- | ----- | ----- | ---------- | ----- | ----- | ----- | ----- | ----- |
| Весь Кавказ                           | 0,45  | 0,204 | 0,18  | 0,065 | 0,060 | 0,02  | 0,009      | 0,005 | 0,004 | 0,002 | 0,001 | 0     |
| 1.Західний Кавказ                     | 0,591 | 0,147 | 0,03  | 0,055 | 0,122 | 0,018 | 0,024      | 0,007 | 0,006 | 0     | 0     | 0     |
| 2.Центральний Кавказ                  | 0,709 | 0,163 | 0,026 | 0,073 | 0,006 | 0,014 | 0,003      | 0,003 | 0,003 | 0     | 0     | 0     |
| 3.Нахська група Східного Кавказу      | 0,044 | 0,646 | 0,193 | 0,012 | 0,046 | 0,054 | 0          | 0,003 | 0     | 0,002 | 0     | 0     |
| 4.Дагестанська група Східного Кавказу | 0,058 | 0,25  | 0,716 | 0,106 | 0,063 | 0,008 | 0          | 0,006 | 0,005 | 0,007 | 0,006 | 0     |
| Східний Кавказ (загалом)              | 0,052 | 0,301 | 0,484 | 0,064 | 0,056 | 0,027 | 0          | 0,005 | 0,003 | 0,005 | 0,003 | 0     |
| Передня Азія                          | 0,031 | 0,145 | 0,23  | 0,043 | 0,042 | 0,017 | 0,246      | 0,003 | 0     | 0,052 | 0,003 | 0,188 |
| Європа                                | 0,03  | 0,094 | 0,013 | 0,252 | 0,194 | 0,001 | 0,115      | 0,022 | 0,01  | 0,191 | 0,005 | 0,073 |